# Гай Клавдий Канина
Вижте пояснителната страница за други личности с името Канина.
Гай Клавдий Канина (на латински: Gaius Claudius Canina) e политик на Римската република през 3 век пр.н.е.

## Биография
Произлиза от фамилията Клавдии. Вероятно е брат на Марк Клавдий Марцел (консул 287 пр.н.е.).
През 285 пр.н.е. той е консул с Марк Емилий Лепид. През 273 пр.н.е. е за втори път консул. Колега му е Гай Фабий Дорсон Лицин и чества триумф на 17 февруари 272 пр.н.е. за успехите си против луканите, самнитите и вероятно брутиите. През 273 пр.н.е. са основани колониите Коза и Пестум; освен това идват посланици на Птолемеите в Рим, за да сключат приятелство (amicitia).
През 270 пр.н.е. Канина е цензор с Тиберий Корунканий.
Неговият син е вероятно Гай Клавдий, който през 264 пр.н.е. завоюва Месана и така предизвиква Първата пуническа война.